# Grand Rapids, Michigan
Grand Rapids là một thành phố ở tiểu bang Michigan, Hoa Kỳ. Thành phố tọa lạc bên sông Grand khoảng 40 dặm Anh về phía đông hồ Michigan. Theo điều tra dân số Hoa Kỳ 2010, thành phố có dân số 188.040 người. Năm 2010, vùng đô thị Grand Rapids có dân số 774.160 người và vùng thống kê kết hợp, Grand Rapids-Muskegon-Holland, có dân số 1.321.557 người. Thành phố là quận lỵ của quận Kent, Michigan, là thành phố lớn thứ nhì về dân số ở Michigan (sau Detroit), và là thành phố lớn nhất ở West Michigan. Là một trung tâm sản xuất đồ nội thất lịch sử, Grand Rapids có năm công ty đồ nội thất hàng đầu thế giới và được mệnh danh là "Furniture City" (Thành phố Nội thất). Thành phố và các cộng đồng xung quanh có kinh tế đa dạng và đóng góp lớn cho chăm sóc y tế, công nghiệp ô tô, hàng không, sản xuất hàng tiêu dùng.
Các biệt danh khác bao gồm "Thành phố sông" và gần đây là "Thành phố bia" (tên  sau do USA Today đặt và được thành phố sử dụng làm thương hiệu). Thành phố và các cộng đồng xung quanh rất đa dạng về kinh tế, dựa trên các ngành công nghiệp chăm sóc sức khỏe, công nghệ thông tin, ô tô, hàng không và sản xuất hàng tiêu dùng, v.v.
Grand Rapids quê hương thời thơ ấu của Tổng thống Hoa Kỳ Gerald Ford, người được chôn cất cùng vợ Betty trong khuôn viên của Bảo tàng Tổng thống Gerald R. Ford trong thành phố. Sân bay chính của thành phố và một trong những xa lộ của nó cũng được đặt theo tên ông.